# Pałac w Sokolnikach
Pałac w Sokolnikach (niem. Schloss Wättrisch) – zabytkowy pałac w Sokolnikach – wsi w Polsce, w województwie dolnośląskim, w powiecie dzierżoniowskim, w gminie Łagiewniki.

## Opis
Barokowy, dwupiętrowy pałac kryty czterospadowym dachem mansardowym z lukarnami wybudowany pod koniec XVII w. Od frontu portyk z balkonem ozdobiony kamienną balustradą. Wyjście na balkon w portalu zwieńczonym półkulistym (circulaire) frontonem z herbem budowniczego Johanna von Pein und Wechmar i dwoma aniołkami siedzącymi po bokach. Obiekt jest częścią zespołu pałacowego z XVII-XVIII-XIX w., w skład którego wchodzą jeszcze: park oraz folwark z oficyną, wozownią, budynkiem gospodarczo-mieszkalnym, oborą, stajnią, budynkiem gospodarczym. W pobliżu znajduje się wieża widokowa na Jańskiej Górze, z 1869 r.

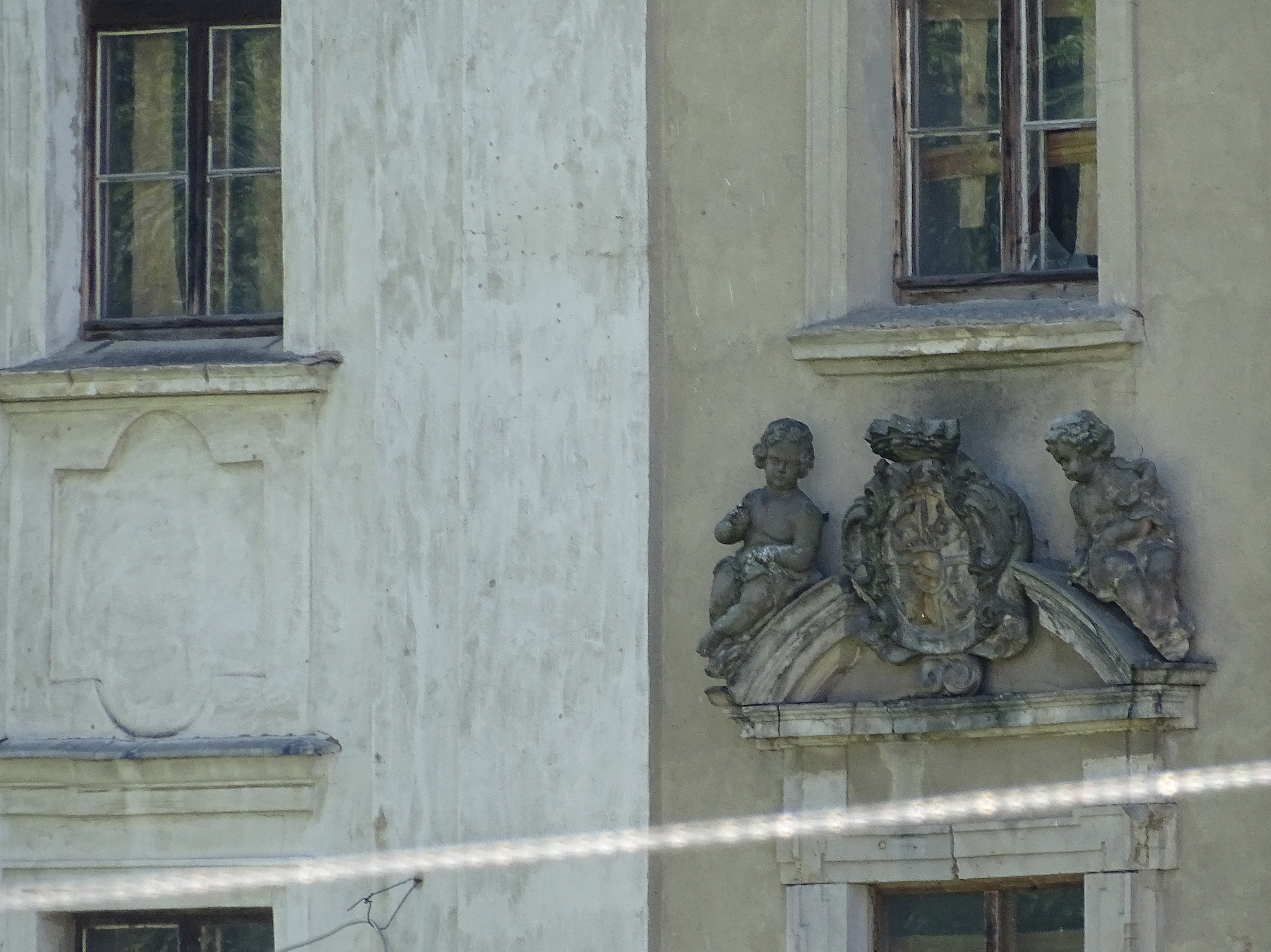
Herb von Pain und Wechmar
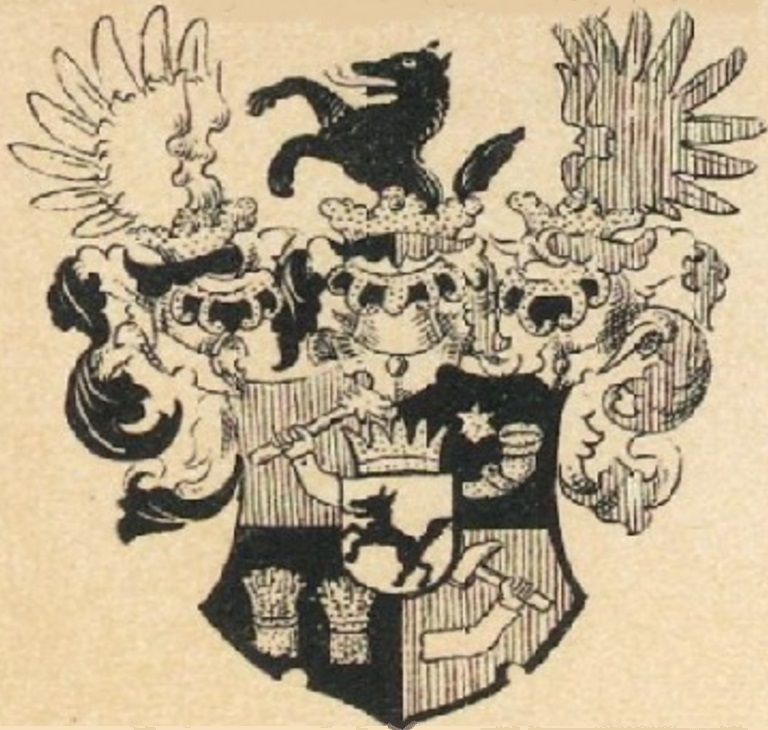
Herb von Pein und Wechmar

## Szlaki turystyczne
- Jordanów Śląski - Glinica - Janówek - Sokolniki - Łagiewniki - Przystronie - Jasinek - Niemcza - Stasin - Starzec - Strachów - Żelowice